# Ricky van den Bergh
Ricky van den Bergh (L'Aia, 17 novembre 1980) è un ex calciatore olandese, di ruolo attaccante.